# Zygochloa
Zygochloa és un gènere de plantes de la família de les poàcies, ordre de les poals, subclasse de les commelínides, classe de les liliòpsides, divisió dels magnoliofitins.

## Taxonomia
- Zygochloa paradoxa (R. Br.) S.T. Blake
- Zygochloa sinonimia.